# 河仙鎮協鎮鄚氏家譜
《河僊鎮協鎮鄚氏家譜》（越南语：／），簡稱《鄚氏家譜》，越南史書，阮朝武世營所撰，成書於1818年，採用漢語文言文，內容主要記述17、18世紀越南華人鄚玖、鄚天賜等數代人，在河僊鎮（今越南堅江省）開發經營及實行統治的事跡。由於武世營是鄚氏統治者的僚屬，對當地史事有所了解，因而使該書在研究當時越南華人活動及中南半島政局等方面，具有相當高的參考價值。

## 《河僊鎮協鎮鄚氏家譜》的編撰

### 作者武世營與河僊鄚氏
作者武世營，自少便投靠河僊鄚氏統治者，並一直成為其僚屬。他在書中憶述自己「九歲無父，惟先公（鄚天賜）卵翼是賴，自愧無涓埃，仰酧大德」
一直服務鄚氏。但在1770年代，越南爆發西山之亂，戰亂席捲全國，河僊亦不能幸免，鄚氏所效忠的阮福映陣營亦幾乎覆滅，並作出頑抗。當時，鄚天賜已死，武世營依舊追隨其子鄚子泩、鄚子添、孫鄚公柄等，活動於暹羅、河僊一帶，以助阮福映繼續作戰，終於成功開創了阮朝統一越南的局面。而武世營本人亦得到阮福映的重用，曾為之起草國書，參與機密。

### 撰書原因
《河僊鎮協鎮鄚氏家譜》成書於嘉隆十七年戊寅六月十九日（1818年7月21日）。撰寫此書時，因鄚天賜孫鄚公榆被阮福映授以「河僊鎮協鎮」之職，因以用這個官銜作為書名。
武世營的撰史原因有二：一是為了「酧大德」，即向鄚氏統治者回報恩情。他在書中說道：「追念我先公曾作家史，為暹難化為烏有。茲微逢衰病相迫，生無益于辰（「辰」即是「時」，因阮朝避嗣德帝諱而改），沒無事善以遺于世，遂略記舊辰見聞諸事，編之于簡，以為後日之古迹。聊盡愚昧之言，以酧大德于萬一耳。」據這段文字，可知原來鄚氏本身曾撰有「家史」，可是郤遭到暹羅入侵所毁，而武世營出於忠誠之心，便將鄚氏史事記下來。
另一個原因是受鄚公榆的囑託、朝廷的諭旨而撰。武世營在書中提到：「況葉爺（鄚公榆）當今是微恩主，死生後事，全托于公。而尊使微略記舊見諸事，以日後之古迹。」這裡說明了武世營受鄚公榆所使，「略記舊見諸事」。而鄚公榆下達這項命令的原因，據中國學者戴可來所說，是由於皇帝阮福映在嘉隆十七年（1818年）八月，下諭命令鄚公榆「訪求河僊事迹」，於是便有此一舉動（※其實《河僊鎮協鎮鄚氏家譜》在阮福映下諭前一個多月已寫成。戴可來指出，武世營可能是在皇帝下諭後，再進行了一些增補的工作）。

### 資料取材
據武世營所，該書的史料取材，「此皆舊見聞略見之事。昔或聞諸吾夫子記錄官林公，故或遠聞近聞或近見遠見，不能記以年月日辰。」亦即是，撰寫該書所採手的資料，既有自己的遠聞近聞、近見遠見，以及老一輩的記錄官的述說等等材料。至於年月時間方面，則未必可盡記。

## 內容梗概
《河僊鎮協鎮鄚氏家譜》的主要內容，是記述從鄚玖移居高棉開始，與鄚天賜經營管治河僊，及其與高棉、越南阮主勢力、暹羅等國的關係，以及18世紀晚期，河僊捲入西山之亂的戰爭等等。在書末有「附云」，交代撰寫動機，以及有「附外本」，簡略記載鄚天賜死後，其子孫的事跡，以及阮朝時期河僊官僚架構變遷等等。

## 史料價值
學者戴可來認為，《河僊鎮協鎮鄚氏家譜》記載了越南華人家族鄚氏幾代人在河僊的事跡，因而堪稱一部簡明扼要的「河僊華僑政治史」。又由於武世營本人自少追隨鄚氏，曾與主公甘苦與共，他的記載根據自身經歷而撰，或從河僊老一輩的記錄官所蒐集得來，所以有甚高史料價值。但因「不能記以年月日辰」，對於事件發生時間未能全面掌握，因此有必要再參考其他史書，以彌補此一缺陷。

## 流傳情況
《河僊鎮協鎮鄚氏家譜》，在法國巴黎亞洲學會圖書館收藏有抄本。在台灣，1950年代時文史哲學報第7期收錄陳荊和的《河僊鎮協鎮鄚氏家譜注釋》。在中國大陸，鄭州的中州古籍出版社將《嘉定城通志》、《嶺南摭怪》及《河僊鎮協鎮鄚氏家譜》三種越南史料組成一部，由學者戴可來、楊保筠校注，編成左起橫排的簡體中文版。

## 腳注
1. ↑  該書在中國大陸以簡化字出版，題作《河仙镇叶镇鄚氏家谱》，其中“叶”字是“協”字在越南古籍中常用的異體字、俗寫字，而非“葉”字的簡化字。